# Новиков, Олег Владимирович
Олег Владимирович Новиков (укр. Олег Володимирович Новіков; род. 6 мая 1967, Житомир) — украинский политик. Народный депутат Украины VI созыва (2007—2012). Являлся членом партии «Вперёд, Украина!». Заслуженный юрист Украины, кандидат юридических наук.

## Биография
Родился 6 мая 1967 года в Житомире. Окончил Житомирский строительный техникум по специальности «техник-строитель» (1986), Киевский инженерно-строительный институт по специальности «инженер-строитель» (1993),  Межрегиональную академию управления по специальности «юрист коммерческого и хозяйственного права» (2004) и Национальную академию управления при Президенте Украины по специальности «управление региональным развитием» (2013).
Начал трудовую деятельность техником-проектантом в житомирском филиале НИИ Укрсельхозпроект в 1986 году. Проходил срочную службу в рядах советской армии (1986—1988). С 1993 года работал в коммерческих компаниях на различных должностях. С 2005 по 2006 год — сотрудник департамента государственной службы охраны МВД Украины. В 2006 году являлся директором ДФК МВД Украины, а в 2007 году — заместителем директора по внутренней безопасности охранной фирмі «Варяг».
На парламентских выборах 2007 года был избран депутатом Верховной рады по списку блока «Наша Украина — Народная самооборона». На момент выборов являлся членом партии «Вперёд, Украина!». Входил в комитет Верховной рады по вопросам борьбы с организованной преступностью и коррупцией. После образования депутатской группы «Право выбора» (руководитель — Давид Жвания), куда вошли представители Партии регионов, Блока Литвина и КПУ, стал её секретарём.
Являлся исполняющим обязанности руководителя партии «Народная самооборона», созданной на основе партии «Вперёд, Украина!» и движения «Народная самооборона» (лидер — Юрий Луценко). Возглавлял общественную организацию «Антикриминальный выбор», являлся сопредседателем киевской городской организации «Шаг в будущее».
В 2012 году баллотировался как самовыдвиженец в украинский парламент по округу № 217 (Киев), но уступил Александру Бригинцу из Батькивщины.
С 2017 года возглавляет антикоррупционное управление ДАРГ Украины
В 2020 году защитил диссертацию в Днепропетровском университете внутренних дел.

## Награды и звания
- Заслуженный юрист Украины[1]
- Кандидат юридических наук. Тема диссертации "Публічно-правові аспекти протидії корупції в сфері державного управління регіональним розвитком"
- 21 ведомственная награда от Министерства внутренних дел Украины [1], СБУ, Внутренних войск

## Личная жизнь
Женат, воспитывает двух дочерей.